# Pontoise-lès-Noyon
Pontoise-lès-Noyon là một xã thuộc tỉnh Oise trong vùng Hauts-de-France phía bắc nước Pháp. Xã này nằm ở khu vực có độ cao trung bình 37 mét trên mực nước biển.